# Passaporto albanese
Il passaporto albanese (albanese: Pasaporta e Shqipërisë) è un documento di viaggio e di identità che viene rilasciato ai cittadini che possiedono la cittadinanza albanese e permette loro di effettuare viaggi all'estero. L'autorità competente per il rilascio è il Ministero degli Interni.

## Caratteristiche
Il passaporto biometrico è di colore rosso borgogna simile ai passaporti dell'Unione europea. La pagina dei dati è rigida in plastica di policarbonato all'interno della quale si trova in modo invisibile un microchip  dove vengono immagazzinati i dati biometrici del possessore quali: foto, impronte digitali delle dieci dita, firma digitale del possessore, ecc. I dati dal microchip vengono estratti con la tecnologia wireless RFID da una distanza non superiore a 10 cm.
Il passaporto possiede ottimi standard di sicurezza e antifalsificazione. La foto, reattiva agli UV, è scannerizzata sulla pagina plastificata e si replica a fianco. Il codice alfanumerico presente in basso alla pagina dei dati rende il passaporto immediatamente leggibile anche con un lettore ottico. Sono state implementate microstampe, immagini olografiche, immagini visibili solo coi raggi UV, filigrana e altri particolari. I dati sono redatti in albanese e inglese.
Il Passaporto biometrico albanese soddisfa tutti gli standard imposti dall'Organizzazione internazionale dell'aviazione civile. La procedura, che si effettua in modo veloce e integrato di fronte ad un singolo impiegato dell'ufficio anagrafe (identificazione, foto, rilevamento impronte e firma digitale), rende questo documento affidabile e sicuro.

### Passaporto biometrico
A partire dal maggio 2009, il Governo albanese, nell'ambito di un più ampio progetto di modernizzazione e avvicinamento ai migliori standard internazionali, ha iniziato a emettere per i propri cittadini il passaporto biometrico e la carta d'identità biometrica. Il possesso del passaporto biometrico era una delle condizioni per i cittadini albanesi per viaggiare all'interno dello Spazio Schengen senza visto a partire dal 15 dicembre 2010
Per ottenere questo passaporto bisogna solo pagare all'ufficio postale il prezzo di 180 lek (€1,40) e recarsi presso l'ufficio dello stato civile del proprio Comune dove la persona viene fotografata e le vengono rilevate le impronte, tutto in modo digitale, senza l'uso d'inchiostro. I dati raccolti vengono inviati al centro di produzione a Tirana. Prima della consegna al titolare, il passaporto biometrico e la carta d'identità elettronica hanno bisogno di essere attivate mediante la lettura dell'impronta digitale del titolare con un apposito dispositivo che riconosce la corrispondenza dell'impronta con quella presente nel microchip. La validità del passaporto è 10 anni.

## Storia
I primi passaporti albanesi venivano emessi a partire dagli anni venti del secolo scorso, anni in cui inizia il consolidamento dello Stato albanese. Durante il periodo comunista dal 1945 fino al 1991 l'Albania non permetteva i viaggi all'estero dei propri cittadini e di conseguenza non emetteva passaporti ordinari per l'espatrio. Emetteva solo passaporti per il personale diplomatico e di servizio. Gli studenti albanesi all'estero, al termine degli studi, dovevano riconsegnare il passaporto alle autorità di polizia.
Dopo il cambiamento del sistema politico le autorità rilasciano passaporti a tutti i cittadini albanesi che ne fanno richiesta. 
- Dal 1991 fino al 1996, il passaporto era di colore rosso e non conteneva alcun elemento di sicurezza se non il timbro a secco sulla foto allo scoperto. I dati erano scritti a mano. Conteneva ancora lo stemma dell'Albania comunista.
- Dal 1996 fino al 2002, il passaporto, prodotto da un'impresa canadese, era di colore marrone e presentava i primi elementi di sicurezza in quanto la pagina dei dati e della foto era laminata. I dati erano scritti a macchina.
- Il passaporto emesso a partire dal 2002, valido fino al 3 marzo 2012, contiene ottimi standard di sicurezza e antifalsificazione simili al passaporto biometrico tranne il microchip incorporato nella pagina dei dati plastificata e la filigrana. È di colore rosso e viene prodotto dall'ex impresa pubblica tedesca BundesDruckerei.
- Il passaporto biometrico 2009 , è di colore rosso borgogna e viene prodotto insieme alle carte d'identità elettroniche dall'impresa francese Sagem Sécurité.[4]

## Galleria d'immagini

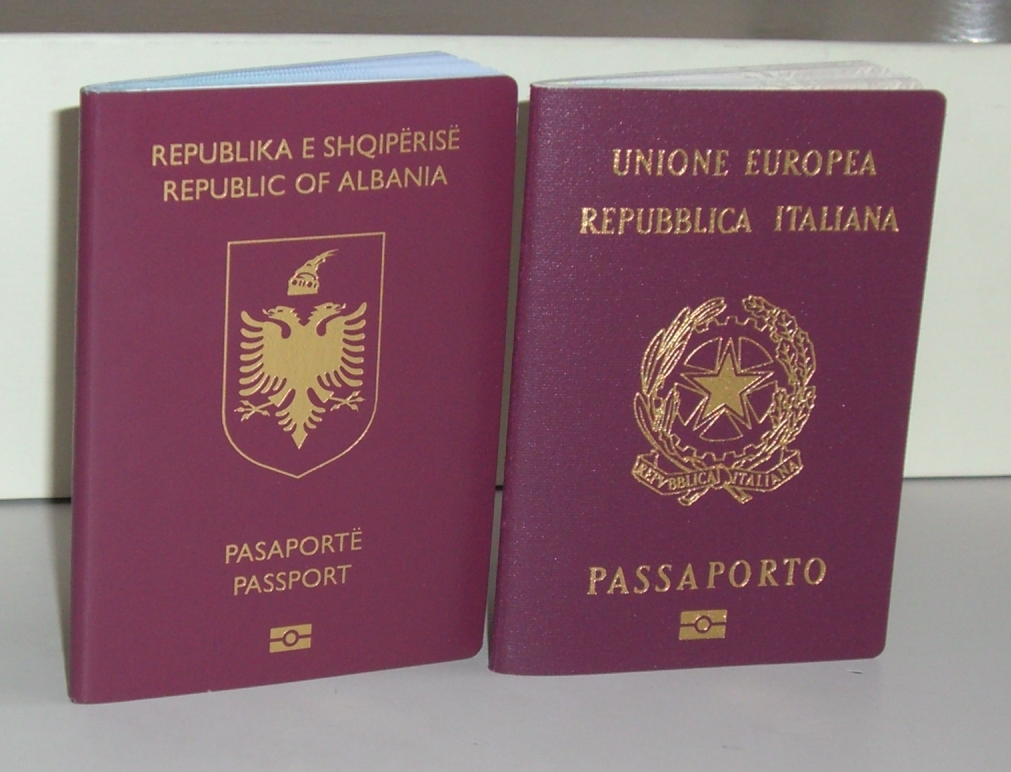
Passaporti biometrici albanese e italiano rilasciati nel 2009

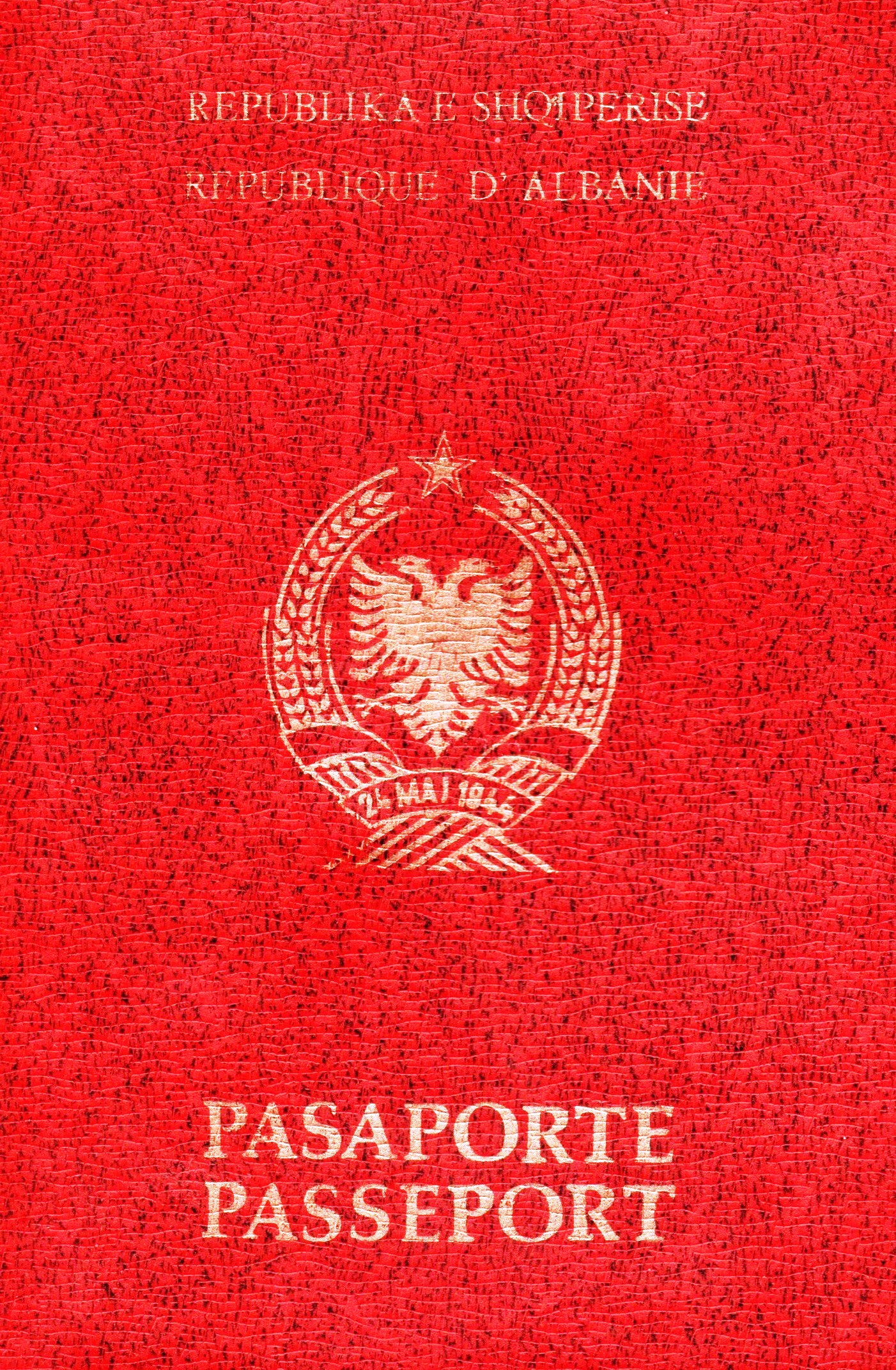
Passaporto albanese 1991
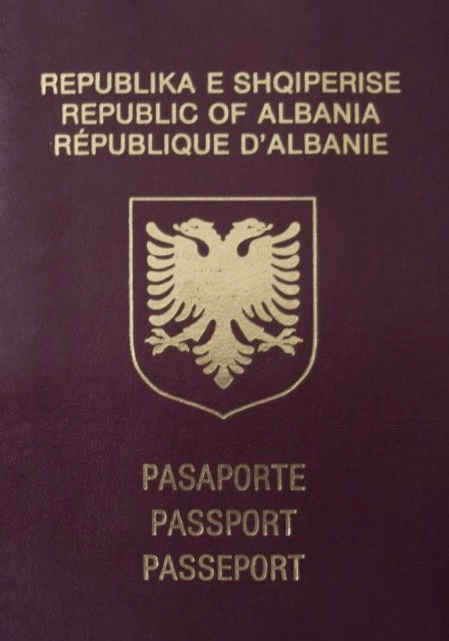
Passaporto albanese 1996
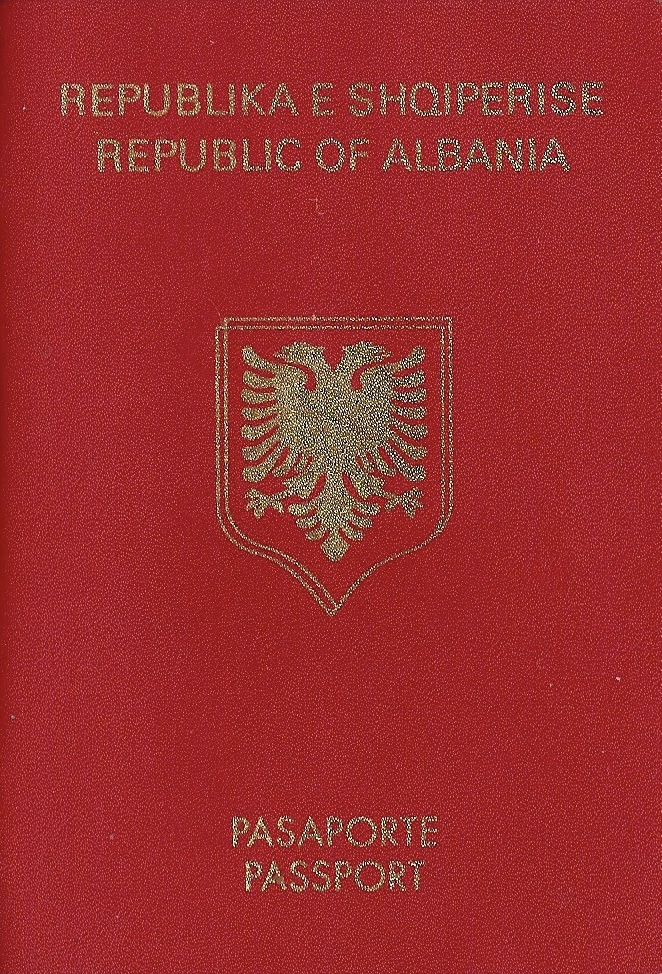
Passaporto albanese 2002
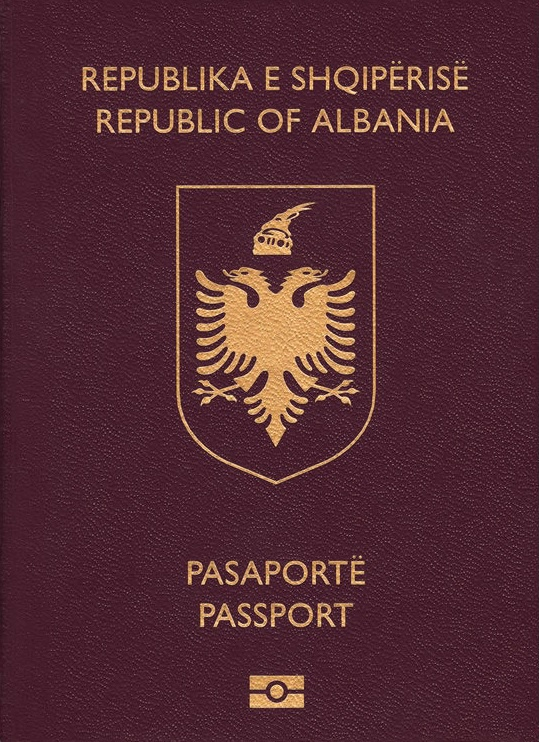
Passaporto albanese 2009

## Viaggi senza visti

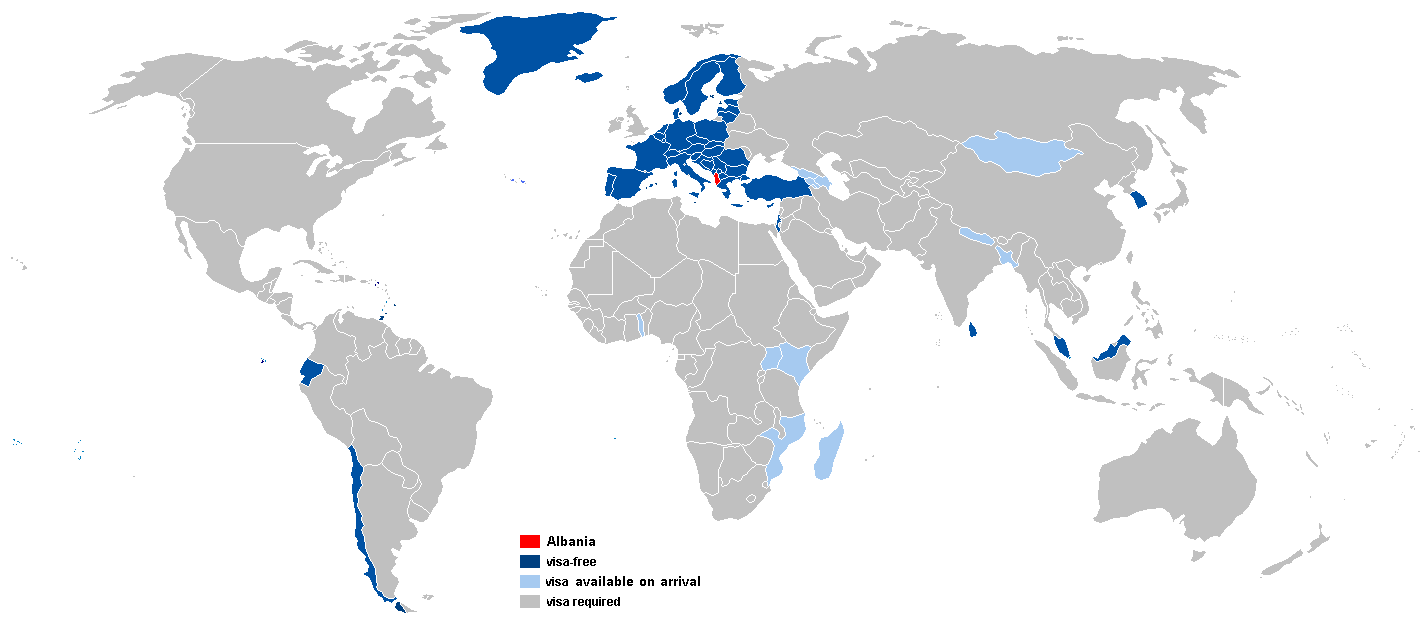
Mappa dei paesi i quali non richiedono il visto ai possessori del passaporto albanese per viaggi turistici fino a 90 gg.

### Europa
- Andorra
- Austria
- Belgio
- Bosnia ed Erzegovina
- Bulgaria
- Cipro
- Rep. Ceca
- Croazia
- Danimarca
- Estonia
- Finlandia
- Francia
- Germania
- Gibilterra
- Grecia
- Ungheria
- Islanda
- Italia
- Kosovo
- Lettonia
- Liechtenstein
- Lituania
- Lussemburgo
- Macedonia del Nord
- Malta
- Monaco
- Montenegro
- Paesi Bassi
- Norvegia
- Polonia
- Portogallo
- Romania
- Serbia
- Slovenia
- Slovacchia
- San Marino
- Spagna
- Svezia
- Svizzera
- Turchia

### Americhe
- Cile
- Ecuador
- Grenada
- Haiti
- Giamaica
- Saint Vincent e Grenadine
- Brasile

### Asia, Africa e l'Oceania
- Armenia
- Azerbaigian
- Bangladesh
- Cina
- Cambogia
- Georgia
- Ghana
- Iran
- Israele
- Kenya
- Laos
- Madagascar
- Mozambico
- Mongolia
- Malaysia
- Nepal
- Singapore
- Corea del Sud
- Samoa
- Sri Lanka
- Togo
- Uganda
- Qatar
- MALDIVE
- SINGAPORE
- Nepal
- HONG KONG

L'Indonesia non richiede più un visto per l'ingresso, viene infatti dato in loco e ha durata di 30 giorni.